# Sapajus apella
Il cebo dai cornetti (Sapajus apella (Linnaeus, 1758)), noto anche come cebo bruno, cebo dal cappuccio nero o scimmia pin, è un primate del Nuovo Mondo appartenente alla famiglia Cebidae nativo del Sud America e delle isole caraibiche di Trinidad e Margarita. Come tradizionalmente definito, è uno dei primati più diffusi dei Neotropici, ma recentemente è stato consigliato che i cebi striati, i cebi neri e i cebi dal ventre dorato siano specie separate in un nuovo genere, limitando così l'areale del cebo dai cornetti al bacino amazzonico e alle regioni vicine. Tuttavia, il cebo testagrossa (S. a. macrocephalus), precedentemente identificato come una specie distinta, è stato riclassificato come una sottospecie del cebo dai cornetti, ampliando il suo areale ad est in Perù ed Ecuador e a sud in Bolivia.
Il cebo dai cornetti è un animale onnivoro che si nutre principalmente di frutti e invertebrati, anche se talvolta si nutre anche di piccoli vertebrati (es. lucertole e pulcini di uccelli) e di altre parti di piante. Può essere trovato in diversi tipi biomi, tra cui foreste umide tropicali e subtropicali, foreste aride e foreste disturbate o secondarie.
Come gli altri cappuccini, è un animale sociale, e può formare gruppi da 8 a 15 individui guidati da un maschio alfa o dominante.

## Tassonomia
Nel 2011 Jessica Lynch Alfaro et al. hanno proposto che le scimmie più robuste appartenenti alla sottofamiglia Cebinae (precedentemente incluse nel gruppo C. apella), fossero inserite in un genere separato, Sapajus, rispetto alle scimmie più gracili (appartenenti al gruppo C. capucinus) che rimanevano invariabilmente nel genere Cebus.

## Descrizione

### Dimensioni
Misura fino a 110 cm di lunghezza, di cui la metà spetta alla coda, per un peso compreso tra i 2,3 kg e i 4,8 kg.

### Aspetto

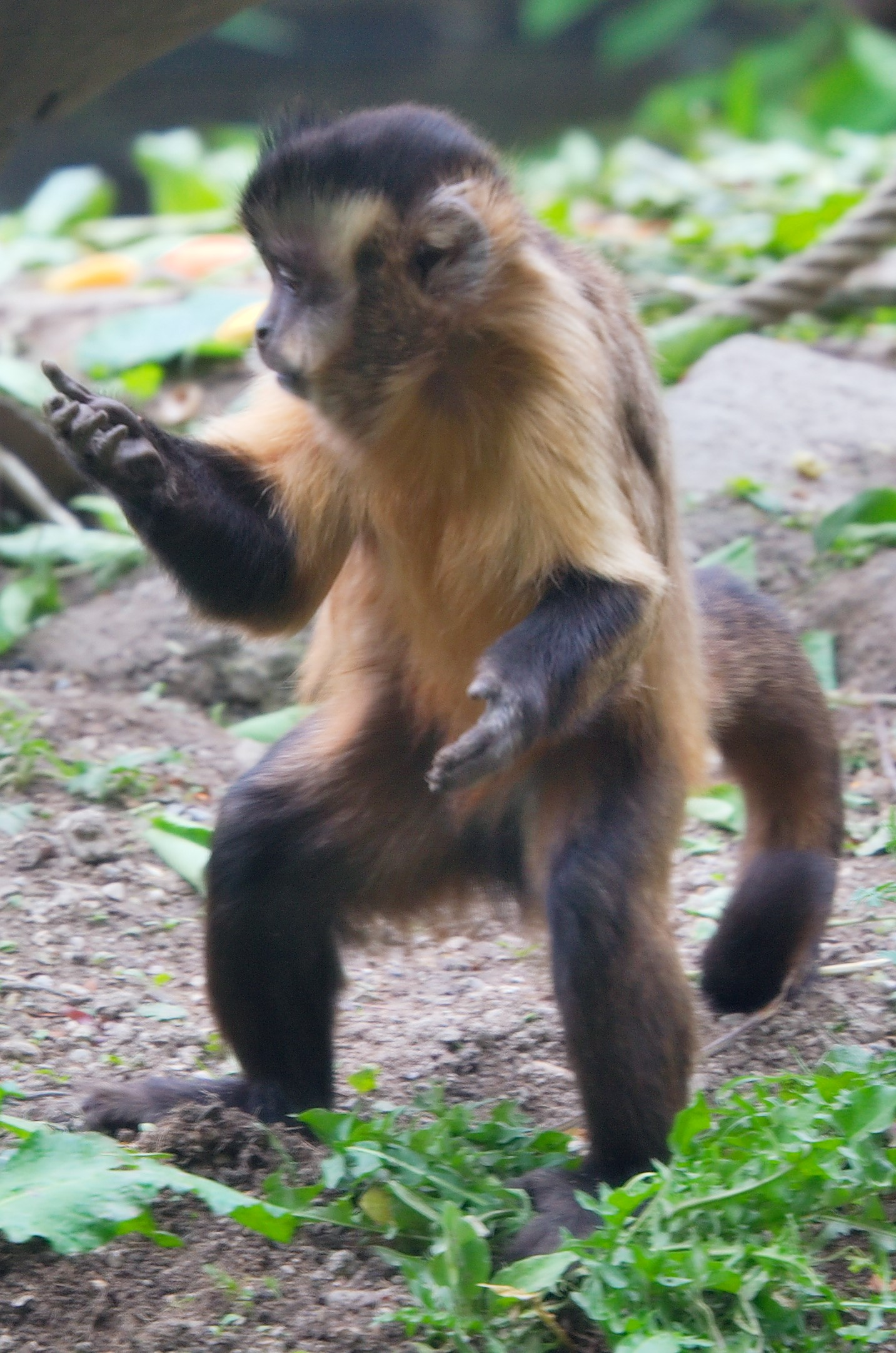
Un esemplare selvatico mentre cammina al suolo con andatura bipede.

Il colore varia a seconda della sottospecie dal bruno chiaro al giallastro, fino al nero, con le spalle ed il ventre più chiari rispetto al resto del corpo: dalla fronte alla nuca, così come nelle caratteristiche basette ai lati della faccia, il pelo è nero. Sulla fronte è spesso presente un ciuffo di peli setolosi che si biforca a mo' di corna, dal quale deriva il nome comune della specie. Le parti nude del corpo (faccia e zampe) sono bruno scure o nere.

Il corpo è di costituzione piuttosto robusta: le mascelle sono squadrate e muscolose, mentre il ciuffo, che ha radice a forma di V, dà alla faccia un aspetto perennemente corrucciato o furbesco. La coda è lunga e semiprensile, e l'animale è solito portarla arrotolata a spirale.

### Dimorfismo sessuale
A parità d'età, i maschi sono più grandi e hanno canini più lunghi rispetto alle femmine.

## Biologia
Si tratta di animali quadrupedi, diurni e arboricoli: vivono in piccoli gruppi, che contano 8-15 individui, in cui è presente un unico maschio dominante che guida il gruppo alla ricerca di cibo e decide eventuali attacchi nei confronti di intrusi nel territorio (di ampiezza compresa fra 25 e 40 ettari, anche se sono stati registrati territori di estensione pari a 350 ettari); rispetto alle congeneri questa specie risulta essere comunque meno aggressiva, visto che i vari territori si possono sovrapporre anche consistentemente (fino al 50%) e i vari gruppi possono nutrirsi assieme senza attriti degni di nota. Nell'ambito di ogni gruppo, le femmine sono tutte imparentate fra loro, mentre i maschi provengono solitamente dall'esterno.

Qualora un predatore minacci il gruppo, il maschio dominante emette richiami d'allarme assai rumorosi, i quali hanno il compito di attrarre l'attenzione del pericolo su di sé, mentre il resto del gruppo può correre a mettersi in salvo. La paura di questi animali nei confronti dei predatori aerei è tale che spesso emettono suoni d'allarme anche alla vista di un semplice grosso uccello, come un pappagallo o una gru.

Questi animali sono assai intelligenti e socievoli: in cattività, sono le uniche platirrine a servirsi di eventuali giochi posti nei loro recinti, mentre in natura sono solite formare gruppi interspecifici con le scimmie scoiattolo del genere Saimiri, pur non ricavando alcun beneficio apparente da queste unioni.

### Alimentazione

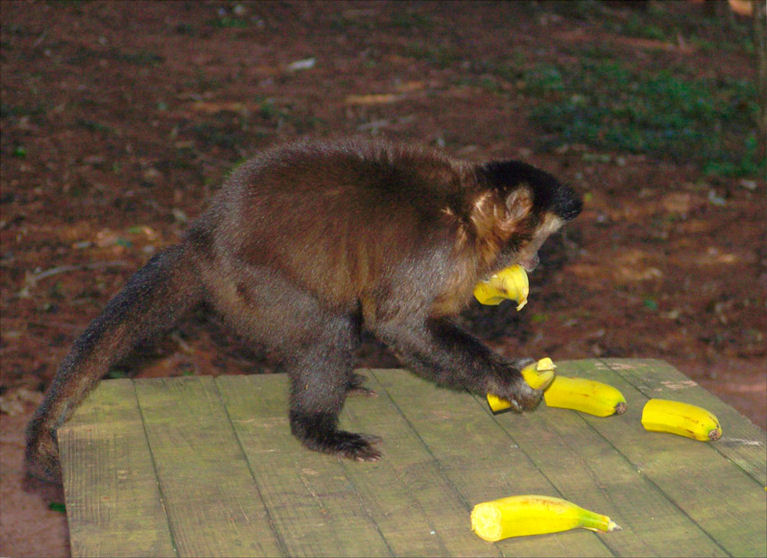
Un esemplare selvatico prende delle banane lasciate a bella posta da dei visitatori.

La dieta di questi animali è essenzialmente frugivora: la competizione con altre specie per il cibo viene evitata grazie alla capacità di questi animali di nutrirsi di frutti di grandi dimensioni e dalla buccia dura, grazie ai forti denti e alla robusta muscolatura maxillofacciale. Durante la stagione secca, quando i frutti scarseggiano, questi animali integrano la propria dieta con alimenti di origine animale (come piccoli rettili, uova e occasionalmente piccoli mammiferi) e grandi quantità del midollo delle palme del genere Scheelea.

Quando un esemplare del gruppo trova una fonte di cibo, emette un caratteristico suono simile a un fischio, in modo tale da avvisare altri membri del gruppo della scoperta e indirizzarli verso la fonte. Il maschio dominante è sempre il primo ad avvicinarsi alla fonte di cibo e a nutrirsi: può a volte tollerare che durante il suo pasto si avvicinino a mangiare i propri cuccioli e alcune femmine, mentre scaccia violentemente i cuccioli dei maschi dominanti venuti prima di lui e gli altri membri del gruppo. Mentre il materiale vegetale viene a volte diviso fra i membri del gruppo, se uno di questi cattura qualche animale non lo divide con nessuno. La ricerca di cibo e la consumazione dello stesso è un'attività assai rumorosa e distruttiva in queste scimmie.

### Riproduzione
Non esiste una stagione riproduttiva definita, ma le femmine tendono ad accoppiarsi in modo tale da partorire durante la stagione secca od all'inizio della stagione delle piogge: la femmina ricettiva segue con insistenza il maschio dominante, emettendo particolari richiami. Spesso i vari esemplari, per segnalare la propria disponibilità sessuale, urinano su mani e piedi e poi si cospargono l'urina sul corpo. Mentre il maschio dominante è distratto od assente, la femmina può accoppiarsi anche con altri maschi subordinati, ma durante gli ultimi due giorni del ciclo estrale della femmina (che dura ventuno giorni) il maschio dominante è assai protettivo nei suoi confronti e allontana violentemente gli altri maschi.

La gestazione dura circa cinque mesi, al termine dei quali viene messo alla luce un unico cucciolo, che viene accudito fondamentalmente dalla madre, anche se a volte le altre femmine tengono il cucciolo per brevi periodi di tempo, ad esempio mentre la madre si nutre. Il cucciolo resta attaccato al pelo materno per i primi mesi di vita: inizialmente resta attaccato al ventre materno, dopo alcune settimane si sposta invece sul dorso.

La maturità sessuale viene raggiunta a quattro anni dalle femmine e a sette anni dai maschi: i maschi, una volta raggiunta la maturità sessuale, tendono ad allontanarsi dal gruppo natio, mentre le femmine hanno maggiore filopatria e non se ne allontanano mai (ecco spiegato il perché le femmine di un gruppo sono tutte, o quasi, imparentate fra loro).
In cattività, questi animali vivono facilmente fino a 45 anni.

## Distribuzione e habitat
Questi animali abitano due zone separate del Sud America, occupando l'areale più ampio di ogni altra specie di Sapajus: una popolazione vive dall'area di confine fra Colombia e Venezuela all'Amazzonia meridionale, mentre l'altra vive nella zona costiera sud-orientale del Brasile, spingendosi verso l'interno fino a Paraguay e Argentina settentrionale.
Colonizza le aree di foresta tropicale e subtropicale, ma si adatta a un'ampia varietà di habitat e lo si può trovare in foreste secche e disturbate dall'attività umana, oltre che nella foresta montana.

## Tassonomia
Sono note le seguenti sottospecie:
- Sapajus apella apella
- Sapajus apella fatuellus
- Sapajus apella macrocephalus
- Sapajus apella margaritae
- Sapajus apella peruanus
- Sapajus apella tocantinus